# Kurzia sinensis
Kurzia sinensis là một loài Rêu trong họ Lepidoziaceae. Loài này được G.C. Zhang mô tả khoa học đầu tiên năm 1984.